# Albariño
L'Albariño è un vitigno a bacca bianca della Galizia (Spagna), così come i vini elaborati con questa uva, specialmente i vini della Denominazione di Origine Rías Baixas e dell'Indicazione Geografica Protetta Vino della Terra di Barbanza e Iria. Nel nord di Portogallo si conosce come alvarinho o alvarano e si impiega questa varietà nel vinho verde portoghese.

## Storia
Qualcuno pensa che i monaci di Cluny portarono l'uva al monastero di Armenteira (nella comarca pontevedresa di 'O Salnés') nel secolo XII e che da lì la sua coltivazione si estese al resto della Galizia e nel nord del Portogallo. Il fiume Umia è considerato come il padre dell'Albariño dato che sulle sue sponde si coltiva la vite e si produce questo vino fin dal Medioevo. Attualmente, questa teoria, così come molte altre, si considera una mera leggenda, e si preferisce pensare che l'albariño sia una varietà autoctona originale della Galizia.
Secondo il decreto del Ministero dell'agricoltura, pesca e alimentazione APA/1819/2007, del 13 di giugno (pubblicata sul BOE del giorno 21), l'uva albariño è una varietà di vite destinata alla produzione di vino raccomandata per la coltivazione in Galizia e autorizzata in Cantabria, Castiglia e Leon e Catalogna.
Cambados, la capitale storica di questo vino in Spagna, celebra ogni anno, la prima domenica di agosto, la Festa dell'albariño, la seconda festa vinicola più antica del paese e compresa nell'insieme delle Feste di Interesse Turístico Nazionale.

## Caratteristiche
Il suo aroma caratteristico, molto somigliante a quello del Viognier, e ricordando quello di una albicocca. Il vino albariño è un vino bianco, ampio, secco, molto leggero e delizioso. In altre regioni vitivinicole come Ribeiro, Valdeorras, comarca di Lima, Braga si mescola con altre varietà come loureiro, caíño, arinto o treixadura. Il prestigio dell'albariño, che raggiunge i 13 gradi nel Salnés, stimolo il recupero dei ceppi autoctoni, cominciando il re-impianto nel 1960. In questa comarca è già praticamente l'unica varietà coltivata.
L'albariño è considerata una delle varietà autoctone più importanti di Galizia, tra le 220 varietà autoctone catalogate. È una varietà con i grappoli piccoli, di maturazione precoce e medio vigore. Ha un colore giallo-pallido, brillante, con iridescenze dorate e verdi. Possiede aromi floreali e fruttati, fini e distintivi, che impressionano piacevolmente, di media intensità e persistenza medio-lunga. Il suo gusto è fresco e suave, con sufficiente corpo e grado alcolico (tra 11 e 13% Vol.), Acidità equilibrata (tra 7 e 9 g/l), armonioso e di ampie sfumature. Il suo retrogusto è piacevole, elegante e completo.
Il vino albariño è un vino monovarietale, elaborato con l'uva albariña. Nonostante alcune similitudini con le varietà francesi e tedesche, coltivate sulle sponde del Rin, è senza dubbio una uva autóctona. Fu sul punto di sparire per la sua delicatezza e il suo scarso rendimento, comparato con il potere e il maggiore volume prodotto dai ceppi ibridi, che danno un vino di scarsa qualità.

## Denominazione
L'albariño, qualche tempo fa, era scarso e molto ricercato. Si è convertito oggi in uno dei mosti di maggiore personalità e prestigio, le vigne del Salnés danno quasi un altro tipo di uva. La Denominazione di Origine Rías Baixas, creata in 1988, comprende alcuni dei territori dove tradizionalmente, e da tempo immemorabile, si producono vini di qualità nella provincia di Pontevedra e lungo la sponda coruñesa del fiume Ulla, e ora sono considerate quattro subzone perfettamente differenziate: Val do Salnés, Contea do Tea, Il Rosal, Sotomayor e Ribera dell'Ulla, dalle quali si elaborano fondamentalmente vini bianchi alla base della varietà di albariño. La subzona del Salnés e il suo albariño, crea una ricchezza di dei 50 milioni di euro.
A partire da una produzione artigianale, con una limitata commercializzazione, si è passati a un moderno sfruttamento. Basti citare che delle 14 cantine che esistevano in 1987, si è giunti a 142, iscritte attualmente nella Denominazione di Origine, la maggioranza di loro nella subzona del Salnés. Tutte contano già con tini di acciaio inossidabile, presse pneumatiche, controllo di temperatura e con i metodi di filtrazione più avanzati. La produzione massima autorizzata per l'albariño è di 12.000 kg/Ha, che può aumentare fino a un 25% in determinate campagne (15.000 kg/Ha), con un rendimento del 65% nel vino.

## Indicazione
Il vino albariño si produce nella zona di indicazione geografica protetta Vino della Terra di Barbanza e Iria, che comprende esclusivamente la maggioranza dei comuni rivieraschi della Ría di Arousa, nelle Rías Baixas, terreni storicamente legati alla viticultura di qualità. La produzione massima autorizzata per la varietà di uva albariño per ettaro nella zona di indicazione geografica protetta è di 10.000 kg/Ha in tutte le campagne, con un rendimento del 67% in vino. Questa bassa produzione di uva per ettaro è fondamentale per ottenere un buono vino dalle cantine dotate di moderna tecnologia.

## Produzione
Si può trovare albariño galiziano prodotto nelle denominazioni di origine Ribeiro e Ribeira Sacra.

## Varietà
Nel 1996 si iniziato a coltivare l'uva albariña in California, e nel 2001 il governo statunitense ha approvato la denominazione di albariño.